# 正阳县
正阳县位于中华人民共和国河南省东南部、淮河上游北岸，是驻马店市下辖的一个县。

## 歷史
- 传说伯益因辅佐大禹有功，禹封伯益之後玄仲於邛。
- 楚宣王封昭奚恤到邛（也作江）。
- 汉武帝元狩五年（前118年）为慎阳县，为正阳设县之始。
- 明武宗正德元年（1506年）为真阳县，属汝宁府。清朝雍正初年，避雍正帝讳，改正阳县。

2011年1月5日，正陽縣水利局局長閔懷民被駐馬店市市委及正陽縣縣委指稱因為組織慎水河綜合治理工程施工不力而被撤職。但事實上，傳媒認為他是因為河道治理工程發生碾斃民眾的事件而要負上政治負責。

## 人口
根據第七次人口普查數據，截至2020年11月1日零時，正陽縣常住人口為625123人。

## 行政区划
正阳县下辖2个街道办事处、8个镇、10个乡：
真阳街道、清源街道、寒冻镇、汝南埠镇、铜钟镇、陡沟镇、熊寨镇、大林镇、永兴镇、袁寨镇、兰青镇、慎水乡、傅寨乡、新阮店乡、油坊店乡、雷寨镇、王勿桥乡、闾河乡、皮店乡和彭桥乡。

## 交通
- 230国道过境。

## 特产
正阳花生、正阳三黄鸡：中国地理标志产品。